# تسوتومو ميورا
تسوتومو ميورا (باليابانية: 三浦つとむ) هو فيلسوف ياباني، ولد في 15 فبراير 1911 في طوكيو في اليابان، وتوفي في 27 أكتوبر 1989 في هيغاشيموراياما في اليابان.